# Minnesota United FC
Minnesota United Football Club – amerykański klub piłkarski z siedzibą w aglomeracji Minneapolis-Saint Paul, występujący w rozgrywkach MLS.

## Historia
25 marca 2015 komisarz MLS, Don Garber ogłosił Minnesotę United 23. klubem ligi i przyznał franczyzę grupie prowadzonej przez Williama W. McGuire’a. Garber powiedział, że klub przystąpi do rozgrywek w 2017 lub 2018 – jeżeli zespół Los Angeles FC nie będzie gotowy do gry w 2017, Minnesota zajmie jego miejsce. 16 sierpnia 2016 ogłoszono, że Minnesota United zagra w MLS w sezonie 2017, a domowe mecze będzie rozgrywać na TCF Bank Stadium.
Pierwszy mecz w MLS klub rozegrał 3 marca 2017 na wyjeździe przeciwko Portland Timbers na stadionie Providence Park. Spotkanie zakończyło się wynikiem 1:5, a jedyną bramkę dla Minnesoty zdobył Christian Ramirez. Sezon 2017 drużyna Minnesoty zakończyła na 9. miejscu w Konferencji Wschodniej (11 zespołów) i na 19. miejscu w klasyfikacji ogólnej (22 zespoły).

## Obecny skład
Stan na 22 marca 2023
| Nr | Poz. | Piłkarz          |
| -- | ---- | ---------------- |
| 1  | BR   | Clint Irwin      |
| 2  | OB   | Zarek Valentin   |
| 4  | OB   | Miguel Tapias    |
| 5  | OB   | Doneil Henry     |
| 6  | OB   | Mikael Marqués   |
| 7  | NA   | Franco Fragapane |
| 8  | PO   | Joseph Rosales   |
| 9  | NA   | Luis Amarilla    |
| 10 | PO   | Emanuel Reynoso  |
| 11 | NA   | Jeong Sang-bin   |
| 12 | OB   | Bakaye Dibassy   |
| 13 | BR   | Eric Dick        |
| 14 | OB   | Brent Kallman    |
| 15 | OB   | Michael Boxall   |
| 16 | NA   | Tani Oluwaseyi   |

| Nr | Poz. | Piłkarz              |
| -- | ---- | -------------------- |
| 17 | PO   | Robin Lod            |
| 20 | PO   | Wil Trapp            |
| 21 | NA   | Bongokuhle Hlongwane |
| 22 | OB   | Devin Padelford      |
| 23 | NA   | Cameron Dunbar       |
| 26 | OB   | Ryen Jiba            |
| 27 | OB   | DJ Taylor            |
| 28 | NA   | Ménder García        |
| 29 | NA   | Patrick Weah         |
| 31 | PO   | Hassani Dotson       |
| 33 | PO   | Kervin Arriaga       |
| 92 | OB   | Kemar Lawrence       |
| 97 | BR   | Dayne St. Clair      |
| 99 | BR   | Fred Emmings         |